# Stranný
Stranný (en allemand : Stranny) est une commune du district de Benešov, dans la région de Bohême-Centrale, en République tchèque. Sa population s'élevait à 113 habitants en 2020.

## Géographie
Stranný se trouve à 3 km à l'ouest de Neveklov, à 15 km à l'ouest-sud-ouest de Benešov et à 216 km au sud-est de Prague.
La commune est limitée par Neveklov au nord-ouest, au nord, à l'est et au sud-est, et par Křečovice au sud-ouest.

## Histoire
La première mention écrite de la localité date de 1184.

## Administration
La commune se compose de deux quartiers :
- Stranný
- Břevnice